# Winfried Monschauer
Winfried Monschauer (* 3. Dezember 1949 in Kamp-Bornhofen; † 19. Oktober 2022) war ein deutscher Historiker.

## Leben
Er absolvierte ein Lehramtsstudium in Koblenz und ein Promotionsstudium in Mainz. Von 1975 bis 1985 unterrichtete er als Lehrer in Oberwesel und von 1985 bis 2014 in Kamp-Bornhofen.

## Schriften (Auswahl)
- Ritter und Burgen. Berlin 1997, ISBN 3-464-05935-9.
- Marienwallfahrtsort Bornhofen. Regensburg 1997, ISBN 3-7954-5355-0.
- Das Augustiner-Eremiten-Nonnenkloster St. Maria zu Kamp bei Boppard. Geschichte – Struktur – Besitz. St. Augustin 1998, ISBN 3-928624-31-8.[3]
- Wappenbuch des Rhein-Lahn-Kreises. Koblenz 2017, ISBN 3-9818458-2-X.